# Nantes villamosvonal-hálózata
Nantes villamosvonal-hálózata (francia nyelven: Tramway de Nantes) jelenleg három vonalból és 83 megállóból áll, a hálózat teljes hossza 44,3 km. 2015-ben naponta 302300 utast szállított.

## Története

1985
1989
1994
2000
2004
2005
2006
2007